# Carea vexilla
Carea vexilla är en fjärilsart som beskrevs av Swinhoe 1893. Carea vexilla ingår i släktet Carea och familjen trågspinnare. Inga underarter finns listade i Catalogue of Life.